# Ermanno Margheriti
Ermanno Margheriti (8. April 1919 in Cremona – 6. Februar 1944 in Mompiano) war ein italienischer Ingenieur, Offizier, Gegner der faschistischen Repubblica Sociale Italiana und Vertreter der Resistenza. Er wurde verhaftet, gefoltert, gemeinsam mit Astolfo Lunardi vor Gericht gestellt, zum Tode verurteilt und hingerichtet. 

## Leben und Werk
Sein Vater war Adolfo Margheriti, Maschinist bei der staatlichen Eisenbahngesellschaft und Antifaschist, der Mädchenname seiner Mutter war Giovanna Scaranelli. In seiner Kindheit übersiedelte die Familie von Cremona nach Brescia. Er absolvierte eine technisch-gewerbliche Ausbildung, schloss mit dem Erwerb der Berufsbezeichnung perito industriale ab und schrieb sich an der Universität ein. In Pavia absolvierte er eine Ausbildung zum Offizier der Genietruppe. Im September 1940 wurde er eingezogen und vorerst an die Front nach Montenegro entsandt. Es folgten Einsätze im Piemont und im Süden Frankreichs. Dort wurde er vom Waffenstillstand von Cassibile und der deutschen Besetzung Italiens überrascht.
Margheriti gelang es sich der Verhaftung durch die Deutschen zu entziehen, kehrte heimlich in seine Heimat zurück und schloss sich dort dem bewaffneten Widerstand an. Im Alta Valle Trompia wurde er Mitglied einer der Gruppi di Azione Patriottica (GAP) und in der Folge Leutnant und rechte Hand von Astolfo Lunardi, einem bedeutenden katholischen Rebellenanführer, der den Widerstand in Brescia und Umgebung organisierte. Später, vor Gericht, auch bei der Hinrichtung, erinnerte der Auftritt der beiden Widerstandskämpfer viele Anwesende auf die klassische Rollenverteilung von Vater und Sohn: 53 und erfahren der ältere, 24 und kräftig der jüngere.
Am 5. Januar 1944 wurde Margheriti aufgrund eines Verrats verhaftet, von der politischen Abteilung der Quästur verhört und gefoltert. Die Faschisten prügelten einige Namen und Informationen aus dem Mann und tags darauf wurde auch Lunardi verhaftet. Es folgte die Anklage gegen beide wegen „Organisation bewaffneter Banden zur Begehung von Verbrechen gemäß Art. 347 C. P. und Guerilla-Aktionen gegen die Streitkräfte des Staates“. Der Prozess fand am 5. Februar 1944 statt. Lunardi versuchte zwar seinen Mitangeklagten in Schutz zu nehmen und alle Schuld auf sich zu nehmen, doch vergebens. Beide wurden zum Tode verurteilt. Margheriti brach in Tränen aus, konnte sich jedoch rasch wieder fassen. An seine Mutter schrieb er seinen letzten Brief, in klaren Worten: „Mamma, glaube an mich und meine Ideen [...] Mein Opfer wird nicht das einzige bleiben und mein Blut wird für ein Ideal vergossen.“ Er versicherte ihr, wie sehr er seine Heimat liebe – „und für sie opfre ich heute mein Leben.“
Um 4 Uhr morgens am Tag nach dem Urteil wurden die Widerstandskämpfer durch ein Erschießungskommando am Schießstand von Mompiano hingerichtet. Ermanno Margheriti wollte stehend erschossen werden, unverhüllten Hauptes. Er hielt ein kleines Kreuz in Händen.

## Auszeichnung
- Medaglia di bronzo al Valor Militare (postum)

## Gedenken
Die Widerstandszeitschrift Il Ribelle (Der Rebell), gegründet im März 1944 von Carlo Bianchi, Teresio Olivelli und Claudio Sartori, widmete die Titelseite ihrer ersten Ausgabe den Biografien und der Würdigung der beiden soeben Hingerichteten, Astolfo Lunardi und Ermanno Margheriti. Eine der Brigaden der Fiamme Verdi trug seinen Namen.
Zwei Gedenktafeln erinnern an die beiden hingerichteten Widerstandskämpfer, eine am Ort der Hinrichtung in Mompiano, eine weitere in der Via Demetrio Endei, 3 in Brescia, an der Casa Alessandri. 
Das Scuolo Ermanno Margheriti, eine Sekundarschule in Collio, trägt seinen Namen. In Brescia, Cazzago San Martino und Nave sind Straßen nach ihm benannt. Nahe dem Lago d’Idro gibt es einen Wanderpfad, der seinen Namen trägt, den Sentiero Brigata Fiamme Verdi Ermanno Margheriti.